# Daniel Nestor
Daniel Mark Nestor (Belgrado, 4 de septiembre de 1972) es un exjugador profesional de tenis nacido en Yugoslavia y nacionalizado canadiense. Destacó en la modalidad de dobles, en la que ganó 95 títulos de dobles a nivel ATP Tour, incluidos 12 títulos de Grand Slam (8 en dobles masculinos y 4 en dobles mixtos), 4 ATP Finals, además de una medalla de oro en los Juegos Olímpicos de Sídney 2000. Ocupó el primer puesto del Ranking ATP en dobles masculino en varias ocasiones y se mantuvo dentro del top-10 de manera ininterrumpida desde enero del 2001 hasta mayo de 2007. Muchos de sus títulos los consiguió junto al bahameño Mark Knowles y al serbio Nenad Zimonjic.
Nestor fue el primer hombre en completar el Golden Slam en dobles (ganando todos los torneos Grand Slamy Masters 1000, el ATP World Tour Finals y una medalla de oro olímpica a lo largo de su carrera), un logro solo igualado por los hermanos Bryan. Formó parte del Equipo ATP de Dobles del Año en 2002 y 2004 (con Mark Knowles), y en 2008 (con Nenad Zimonjić). Nestor ha representado a Canadá en la Copa Davis desde 1992.
Es ampliamente considerado uno de los jugadores de dobles más importantes de la historia del tenis, debido a su longevidad y éxito continuo en la cima del tenis. A partir de marzo de 2018, es el décimo en la mayor cantidad de títulos ATP Tour en la historia de la Era Abierta y tiene la tercera mayor cantidad de títulos de dobles. En enero de 2016, Néstor se convirtió en el primer jugador de dobles en la historia de la ATP en ganar 1000 partidos. Estuvo continuamente clasificado entre los 100 mejores en dobles desde abril de 1994 hasta abril de 2018, un total de 1134 semanas consecutivas. Nestor se retiró al final de la temporada 2018, poniendo fin a una carrera de 27 años.

## Biografía
Nestor nació en Belgrado, Serbia, el 4 de septiembre de 1972. En 1976, su familia se trasladó a Toronto, Ontario, Canadá. Es hijo de Anna y Ray Nestor. A los 11 años empezó a jugar al tenis. En su adolescencia, Daniel asistió a la escuela secundaria Earl Haig de Toronto. En 2012, recibió un título honorífico de la Universidad de York en Toronto, Ontario. Tras una larga y apasionante carrera, decidió retirarse en 2018. Está casado con Natasha Gavrilovic desde el 24 de julio de 2005. Residen con sus dos hijas en Nassau (Bahamas).

## Carrera profesional
Nestor ganó su primer título de dobles en Bogotá, Colombia con Mark Knowles en 1994, donde derrotaron a los campeones del Torneo de Roland Garros Luke y Murphy Jensen en la final.
En los Juegos Olímpicos de Sídney 2000, Australia, Nestor y su compañero Sébastien Lareau ganaron una medalla de oro, la primera medalla de Canadá en tenis. La dupla ganó cuatro títulos más juntos durante su carrera, destacando una victoria en el Masters de Canadá. Después de los Juegos Olímpicos, Nestor ganó un título con Kevin Ullyett en noviembre de 2000 y dos con Sandon Stolle en 2001.
El 5 de julio de 2006, participó en el segundo partido más largo en la historia del Campeonato de Wimbledon, junto a Mark Knowles con una duración de 6 horas y 9 minutos, donde derrotaron a la pareja formada por el sueco Simon Aspelin y el australiano Todd Perry con el disputadísimo resultado de 5-7, 6-3, 6-7, 6-3 y 23-21. El último set duró exactamente 193 minutos.

## Títulos de Grand Slam

### Campeón Dobles (8)
| Año  | Torneo               | Pareja         | Oponentes en la final                | Resultado                   |
| 2002 | Abierto de Australia | Mark Knowles   | Michaël Llodra Fabrice Santoro       | 7-6(4), 6-3                 |
| 2004 | Abierto de EE. UU.   | Mark Knowles   | Leander Paes David Rikl              | 6-3, 6-3                    |
| 2007 | Roland Garros        | Mark Knowles   | Lukáš Dlouhý Pavel Vízner            | 2-6, 6-3, 6-4               |
| 2008 | Wimbledon            | Nenad Zimonjić | Jonas Björkman Kevin Ullyett         | 7-6(12), 6-7(3), 6-3, 6-3   |
| 2009 | Wimbledon            | Nenad Zimonjić | Bob Bryan Mike Bryan                 | 7-6(7), 6-7(3), 7-6(3), 6-3 |
| 2010 | Roland Garros        | Nenad Zimonjić | Lukáš Dlouhý Leander Paes            | 7-5, 6-2                    |
| 2011 | Roland Garros        | Max Mirnyi     | Juan Sebastián Cabal Eduardo Schwank | 7-6(3), 3-6, 6-4            |
| 2012 | Roland Garros        | Max Mirnyi     | Bob Bryan Mike Bryan                 | 6-4, 6-4                    |

#### Finalista Dobles (9)
| Año  | Torneo               | Pareja         | Oponentes en la final            | Resultado          |
| 1995 | Abierto de Australia | Mark Knowles   | Jared Palmer Richey Reneberg     | 3-6, 6-3, 3-6, 2-6 |
| 1998 | Roland Garros        | Mark Knowles   | Jacco Eltingh Paul Haarhuis      | 3-6, 6-3, 3-6      |
| 1998 | Abierto de EE. UU.   | Mark Knowles   | Cyril Suk Sandon Stolle          | 6-4, 6-7, 2-6      |
| 2002 | Roland Garros        | Mark Knowles   | Paul Haarhuis Yevgeny Kafelnikov | 5-7, 4-6           |
| 2002 | Wimbledon            | Mark Knowles   | Jonas Björkman Todd Woodbridge   | 1-6, 2-6, 7-6, 5-7 |
| 2003 | Abierto de Australia | Mark Knowles   | Michaël Llodra Fabrice Santoro   | 4-6, 6-3, 3-6      |
| 2008 | Roland Garros        | Nenad Zimonjić | Pablo Cuevas Luis Horna          | 2-6, 3-6           |
| 2010 | Abierto de Australia | Nenad Zimonjić | Bob Bryan Mike Bryan             | 3-6, 6-7(5), 3-6   |
| 2016 | Abierto de Australia | Radek Štepánek | Jamie Murray Bruno Soares        | 6-2, 4-6, 5-7      |

### Campeón Dobles Mixto (4)
| Año  | Torneo               | Pareja              | Oponentes en la final        | Resultado      |
| 2007 | Abierto de Australia | Elena Likhovtseva   | Victoria Azarenka Max Mirnyi | 6-4, 6-4       |
| 2011 | Abierto de Australia | Katarina Srebotnik  | Chan Yung-jan Paul Hanley    | 6-3, 3-6, 10-7 |
| 2013 | Wimbledon            | Kristina Mladenovic | Lisa Raymond Bruno Soares    | 5-7, 6-2, 8-6  |
| 2014 | Abierto de Australia | Kristina Mladenovic | Sania Mirza Horia Tecău      | 6-3, 6-2       |

#### Finalista Dobles Mixto (5)
| Año  | Torneo               | Pareja               | Oponentes en la final             | Resultado        |
| 2003 | Abierto de EE. UU.   | Lina Krasnoroutskaya | Katarina Srebotnik Bob Bryan      | 7-5, 5-7, [5-10] |
| 2006 | Abierto de Australia | Elena Likhovtseva    | Martina Hingis Mahesh Bhupathi    | 3-6, 3-6         |
| 2006 | Roland Garros        | Elena Likhovtseva    | Katarina Srebotnik Nenad Zimonjić | 3-6, 4-6         |
| 2013 | Roland Garros        | Kristina Mladenovic  | Lucie Hradecka František Čermák   | 6-1, 4-6, [6-10] |
| 2015 | Abierto de Australia | Kristina Mladenovic  | Martina Hingis Leander Paes       | 4-6, 3-6         |

## Títulos ATP (91; 0+91)

### Dobles (91)
| Leyenda                          |
| Grand Slam (8)                   |
| ATP Wourld Tour Finals (4)       |
| ATP Masters 1000 World Tour (28) |
| ATP World Tour 500 series (19)   |
| ATP World Tour 250 series (32)   |

| N.º | Fecha                    | Torneo                | Superficie    | Pareja                 | Oponentes en la final                | Resultado                |
| --- | ------------------------ | --------------------- | ------------- | ---------------------- | ------------------------------------ | ------------------------ |
| 1.  | 12 de septiembre de 1994 | Bogotá                | Tierra batida | Mark Knowles           | Luke Jensen Murphy Jensen            | 6-4 7-6                  |
| 2.  | 14 de agosto de 1995     | Indianápolis          | Dura          | Mark Knowles           | Scott Davis Todd Martin              | 6-4 6-4                  |
| 3.  | 1 de enero de 1996       | Doha                  | Dura          | Mark Knowles           | Jacco Eltingh Paul Haarhuis          | 7-6 6-3                  |
| 4.  | 19 de febrero de 1996    | Menfis                | Dura          | Mark Knowles           | Todd Woodbridge Mark Woodforde       | 6-4 7-5                  |
| 5.  | 6 de mayo de 1996        | Hamburgo              | Tierra batida | Mark Knowles           | Guy Forget Jakob Hlasek              | 6-2 6-4                  |
| 6.  | 5 de agosto de 1996      | Cincinnati            | Dura          | Mark Knowles           | Sandon Stolle Cyril Suk              | 3-6 6-3 6-4              |
| 7.  | 10 de marzo de 1997      | Indian Wells          | Dura          | Mark Knowles           | Mark Philippoussis Patrick Rafter    | 7-6 4-6 7-5              |
| 8.  | 12 de mayo de 1997       | Roma                  | Tierra batida | Mark Knowles           | Byron Black Alex O'Brien             | 6-3 4-6 7-5              |
| 9.  | 13 de abril de 1998      | Tokio                 | Dura          | Sébastien Lareau       | Olivier Delaitre Stefano Pescosolido | 6-3 6-4                  |
| 10. | 10 de agosto de 1998     | Cincinnati            | Dura          | Mark Knowles           | Olivier Delaitre Fabrice Santoro     | 6-1 2-1                  |
| 11. | 11 de enero de 1999      | Sídney                | Dura          | Sébastien Lareau       | Patrick Galbraith Paul Haarhuis      | 6-3 6-4                  |
| 12. | 4 de octubre de 1999     | Shanghái              | Dura          | Sébastien Lareau       | Todd Woodbridge Mark Woodforde       | 7-5 6-3                  |
| 13. | 31 de julio de 2000      | Toronto               | Dura          | Sébastien Lareau       | Joshua Eagle Andrew Florent          | 6-3 7-6(3)               |
| 14. | 18 de septiembre de 2000 | JJ.OO. Sídney 2000    | Dura          | Sébastien Lareau       | Todd Woodbridge Mark Woodforde       | 5-7 6-3 6-4 7-6(2)       |
| 15. | 6 de noviembre de 2000   | San Petersburgo       | Dura          | Kevin Ullyett          | Thomas Shimada Myles Wakefield       | 7-6(5) 7-5               |
| 16. | 20 de noviembre de 2000  | Estocolmo             | Dura          | Mark Knowles           | Petr Pála Pavel Vízner               | 6-3 6-2                  |
| 17. | 1 de enero de 2001       | Doha                  | Dura          | Mark Knowles           | Joan Balcells Andrei Olhovskiy       | 6-3 6-1                  |
| 18. | 8 de enero de 2001       | Sídney                | Dura          | Sandon Stolle          | Jonas Björkman Todd Woodbridge       | 2-6 7-6(4) 7-6(5)        |
| 19. | 11 de junio de 2001      | Halle                 | Césped        | Sandon Stolle          | Max Mirnyi Patrick Rafter            | 6-4 6-7(5) 6-1           |
| 20. | 8 de octubre de 2001     | Lyon                  | Moqueta       | Nenad Zimonjić         | Arnaud Clément Sébastien Grosjean    | 6-1 6-2                  |
| 21. | 14 de enero de 2002      | Abierto de Australia  | Dura          | Mark Knowles           | Michaël Llodra Fabrice Santoro       | 7-6(4) 6-3               |
| 22. | 25 de febrero de 2002    | Dubái                 | Tierra batida | Mark Knowles           | Joshua Eagle Sandon Stolle           | 3-6 6-3 13-11            |
| 23. | 11 de marzo de 2002      | Indian Wells          | Dura          | Mark Knowles           | Roger Federer Max Mirnyi             | 6-4 6-4                  |
| 24. | 18 de marzo de 2002      | Miami                 | Dura          | Mark Knowles           | Donald Johnson Jared Palmer          | 6-3 3-6 6-1              |
| 25. | 12 de agosto de 2002     | Indianápolis          | Dura          | Mark Knowles           | Mahesh Bhupathi Max Mirnyi           | 7-6(4) 6-7(5) 6-4        |
| 26. | 14 de octubre de 2002    | Madrid                | Dura          | Mark Knowles           | Mahesh Bhupathi Max Mirnyi           | 6-3 7-5 6-0              |
| 27. | 17 de febrero de 2003    | Memphis               | Dura          | Mark Knowles           | Bob Bryan Mike Bryan                 | 6-2 7-6(3)               |
| 28. | 24 de febrero de 2003    | Acapulco              | Tierra batida | Mark Knowles           | David Ferrer Fernando Vicente        | 6-3 6-3                  |
| 29. | 21 de abril de 2003      | Houston               | Tierra batida | Mark Knowles           | Jan-Michael Gambill Graydon Oliver   | 6-4 6-3                  |
| 30. | 12 de mayo de 2003       | Hamburgo              | Tierra batida | Mark Knowles           | Mahesh Bhupathi Max Mirnyi           | 6-4 7-6(10)              |
| 31. | 9 de junio de 2003       | Queen's Club          | Hierba        | Mark Knowles           | Mahesh Bhupathi Max Mirnyi           | 5-7 6-4 7-6(3)           |
| 32. | 20 de octubre de 2003    | Basilea               | Dura          | Mark Knowles           | Lucas Arnold Mariano Hood            | 6-4 6-2                  |
| 33. | 23 de febrero de 2004    | Marsella              | Dura          | Mark Knowles           | Martin Damm Cyril Suk                | 7-5 6-3                  |
| 34. | 26 de abril de 2004      | Barcelona             | Tierra batida | Mark Knowles           | Mariano Hood Sebastián Prieto        | 4-6 6-3 6-4              |
| 35. | 2 de agosto de 2004      | Cincinnati            | Dura          | Mark Knowles           | Jonas Björkman Todd Woodbridge       | 6-2 3-6 6-3              |
| 36. | 30 de agosto de 2004     | Abierto de EE.UU.     | Dura          | Mark Knowles           | Leander Paes David Rikl              | 6-3 6-3                  |
| 37. | 18 de octubre de 2004    | Madrid                | Dura          | Mark Knowles           | Bob Bryan Mike Bryan                 | 6-3 6-4                  |
| 38. | 7 de marzo de 2005       | Indian Wells          | Dura          | Mark Knowles           | Wayne Arthurs Paul Hanley            | 7-6(6) 7-6(2)            |
| 39. | 18 de abril de 2005      | Houston               | Tierra batida | Mark Knowles           | Martín García Luis Horna             | 6-3 6-4                  |
| 40. | 10 de octubre de 2005    | Viena                 | Dura          | Mark Knowles           | Jonathan Erlich Andy Ram             | 5-3, 5-4(2)              |
| 41. | 17 de octubre de 2005    | Madrid                | Dura          | Mark Knowles           | Leander Paes Nenad Zimonjić          | 3-6 6-3 6-2              |
| 42. | 30 de enero de 2006      | Delray Beach          | Dura          | Mark Knowles           | Chris Haggard Wesley Moodie          | 6-2 6-3                  |
| 43. | 6 de marzo de 2006       | Indian Wells          | Dura          | Mark Knowles           | Bob Bryan Mike Bryan                 | 6-4 6-4                  |
| 44. | 24 de abril de 2006      | Barcelona             | Tierra batida | Mark Knowles           | Mariusz Fyrstenberg Marcin Matkowski | 6-2 6-7(4) 10-5          |
| 45. | 8 de mayo de 2006        | RomaS                 | Tierra batida | Mark Knowles           | Jonathan Erlich Andy Ram             | 6-4 5-7 13-11            |
| 46. | 22 de octubre de 2006    | Basilea               | Dura          | Mark Knowles           | Mariusz Fyrstenberg Marcin Matkowski | 4-6 6-4 10-8             |
| 47. | 9 de junio de 2007       | Roland Garros         | Tierra batida | Mark Knowles           | Lukáš Dlouhý Pavel Vízner            | 2-6 6-3 6-4              |
| 48. | 17 de junio de 2007      | Queen's Club          | Hierba        | Mark Knowles           | Bob Bryan Mike Bryan                 | 7-6(4) 7-5               |
| 49. | 17 de junio de 2007      | San Petersburgo       | Dura          | Nenad Zimonjić         | Jürgen Melzer Todd Perry             | 6-1 7-6(3)               |
| 50. | 18 de noviembre de 2007  | Tennis Masters Cup    | Dura          | Mark Knowles           | Simon Aspelin Julian Knowle          | 6-2 6-3                  |
| 51. | 18 de mayo de 2008       | Hamburgo              | Tierra batida | Nenad Zimonjić         | Bob Bryan Mike Bryan                 | 6-4 5-7 10-8             |
| 52. | 15 de junio de 2008      | Queen's Club          | Hierba        | Nenad Zimonjić         | Marcelo Melo André Sá                | 6-4 7-6(3)               |
| 53. | 5 de julio de 2008       | Wimbledon             | Césped        | Nenad Zimonjić         | Jonas Björkman Kevin Ullyett         | 7-6(12) 6-7(3) 6-3 6-3   |
| 54. | 21 de julio de 2008      | Toronto               | Dura          | Nenad Zimonjić         | Bob Bryan Mike Bryan                 | 6-2 4-6 10-6             |
| 55. | 16 de noviembre de 2008  | Tennis Masters Cup    | Dura          | Nenad Zimonjić         | Bob Bryan Mike Bryan                 | 7-6(3) 6-2               |
| 56. | 9 de febrero de 2009     | Róterdam              | Dura (i)      | Nenad Zimonjić         | Lukas Dlouhy Leander Paes            | 6-2 7-5                  |
| 57. | 13 de abril de 2009      | Montecarlo            | Tierra batida | Nenad Zimonjić         | Bob Bryan Mike Bryan                 | 6-4 6-1                  |
| 58. | 26 de abril de 2009      | Barcelona             | Tierra batida | Nenad Zimonjić         | Mahesh Bhupathi Mark Knowles         | 6-3 7-6(9)               |
| 59. | 27 de abril de 2009      | Roma                  | Tierra batida | Nenad Zimonjić         | Bob Bryan Mike Bryan                 | 7-6(5) 6-3               |
| 60. | 11 de mayo de 2009       | Madrid                | Tierra batida | Nenad Zimonjić         | Simon Aspelin Wesley Moodie          | 6-4 6-4                  |
| 61. | 4 de julio de 2009       | Wimbledon             | Césped        | Nenad Zimonjić         | Bob Bryan Mike Bryan                 | 7-6(7) 6-7(3) 7-6(3) 6-3 |
| 62. | 17 de agosto de 2009     | Cincinnati            | Dura          | Nenad Zimonjić         | Bob Bryan Mike Bryan                 | 3-6 7-6(2) 15-13         |
| 63. | 8 de noviembre de 2009   | Basilea               | Dura          | Nenad Zimonjić         | Bob Bryan Mike Bryan                 | 6-2 6-3                  |
| 64. | 15 de noviembre de 2009  | París                 | Dura          | Nenad Zimonjić         | Marcel Granollers Tommy Robredo      | 6-3 6-4                  |
| 65. | 16 de enero de 2010      | Sídney                | Dura          | Nenad Zimonjić         | Ross Hutchins Jordan Kerr            | 6-3 7-6(5)               |
| 66. | 14 de febrero de 2010    | Róterdam              | Dura (i)      | Nenad Zimonjić         | Simon Aspelin Paul Hanley            | 6-4 2-0 y ret.           |
| 67. | 18 de abril de 2010      | Montecarlo            | Tierra batida | Nenad Zimonjić         | Mahesh Bhupathi Max Mirnyi           | 6-3, 2-0, ret.           |
| 68. | 19 de abril de 2010      | Barcelona             | Tierra batida | Nenad Zimonjić         | Lleyton Hewitt Mark Knowles          | 4-6, 6-3, [10-6]         |
| 69. | 24 de mayo de 2010       | Roland Garros         | Tierra batida | Nenad Zimonjić         | Lukas Dlouhy Leander Paes            | 7-5, 6-2                 |
| 70. | 31 de octubre de 2010    | Viena                 | Dura          | Nenad Zimonjić         | Mariusz Fyrstenberg Marcin Matkowski | 7-5, 3-6, [10-5]         |
| 71. | 28 de noviembre de 2010  | ATP World Tour Finals | Dura          | Nenad Zimonjić         | Mahesh Bhupathi Max Mirnyi           | 7-6(8), 6-4              |
| 72. | 20 de febrero de 2011    | Memphis               | Dura          | Max Mirnyi             | Eric Butorac Jean-Julien Rojer       | 6-2, 6-7(6), [10-3]      |
| 73. | 4 de junio de 2011       | Roland Garros         | Tierra batida | Max Mirnyi             | Juan Sebastián Cabal Eduardo Schwank | 7-6(3), 3-6, 6-4         |
| 74. | 16 de octubre de 2011    | Shanghai TMS          | Dura          | Max Mirnyi             | Michaël Llodra Nenad Zimonjić        | 3–6, 6–1, [12–10]        |
| 75. | 27 de noviembre de 2011  | ATP World Tour Finals | Dura          | Max Mirnyi             | Mariusz Fyrstenberg Marcin Matkowski | 7-5, 6-3                 |
| 76. | 8 de enero de 2012       | Brisbane              | Dura          | Max Mirnyi             | Jurgen Melzer Philipp Petzschner     | 6-1, 6-2                 |
| 77. | 26 de febrero de 2012    | Memphis               | Dura (i)      | Max Mirnyi             | Ivan Dodig Marcelo Melo              | 4-6, 7-5, [10-7]         |
| 78. | 9 de junio de 2012       | Roland Garros         | Tierra batida | Max Mirnyi             | Bob Bryan Mike Bryan                 | 6-4 6-4                  |
| 79. | 17 de junio de 2012      | Queen's Club          | Hierba        | Max Mirnyi             | Bob Bryan Mike Bryan                 | 6-3, 6-4                 |
| 80. | 28 de octubre de 2012    | Basilea               | Dura (i)      | Nenad Zimonjic         | Treat Conrad Huey Dominic Inglot     | 7-5, 6-7(4), [10-5]      |
| 81. | 14 de agosto de 2013     | Winston-Salem         | Dura          | Leander Paes           | Treat Huey Dominic Inglot            | 7-6(10), 7-5.            |
| 82. | 4 de enero de 2014       | Brisbane              | Dura          | Mariusz Fyrstenberg    | Juan Sebastián Cabal Robert Farah    | 6-7(4),6-4, [10-7]       |
| 83. | 11 de enero de 2014      | Sídney                | Dura          | Nenad Zimonjić         | Rohan Bopanna Aisam-Ul-Haq Qureshi   | 7-6(3), 7-6(3)           |
| 84. | 11 de mayo de 2014       | Madrid                | Tierra batida | Nenad Zimonjić         | Bob Bryan Mike Bryan                 | 6-4, 6-2                 |
| 85. | 18 de mayo de 2014       | Roma                  | Tierra batida | Nenad Zimonjić         | Robin Haase Feliciano López          | 6-4, 7-6(2)              |
| 86. | 17 de enero de 2015      | Sídney                | Dura          | Rohan Bopanna          | Jean-Julien Rojer Horia Tecău        | 6-4, 7-6(5)              |
| 87. | 28 de febrero de 2015    | Dubái                 | Dura          | Rohan Bopanna          | Aisam-ul-Haq Qureshi Nenad Zimonjić  | 6-4, 6-1                 |
| 88. | 23 de agosto de 2015     | Cincinnati            | Dura          | Édouard Roger-Vasselin | Marcin Matkowski Nenad Zimonjić      | 6-2, 6-2                 |
| 89. | 25 de junio de 2016      | Nottingham            | Hierba        | Dominic Inglot         | Ivan Dodig Marcelo Melo              | 7-5, 7-6(4)              |
| 90. | 24 de julio de 2016      | Washington            | Dura          | Édouard Roger-Vasselin | Łukasz Kubot Alexander Peya          | 7-6(3), 7-6(4)           |
| 91. | 23 de octubre de 2016    | Amberes               | Dura (i)      | Édouard Roger-Vasselin | Pierre-Hugues Herbert Nicolas Mahut  | 6-4, 6-4                 |

### Finalista en dobles (torneos destacados)
- 1995: Australian Open (con Mark Knowles)
- 1995: Masters de Cincinnati (con Mark Knowles)
- 1996: Masters de Canadá (con Mark Knowles)
- 1997: Masters de Miami (con Mark Knowles)
- 1998: Roland Garros (con Mark Knowles)
- 1998: US Open (con Mark Knowles)
- 1998: Hartford Doubles Championship (con Mark Knowles)
- 2000: Masters de París (con Paul Haarhuis)
- 2001: Masters de Roma (con Sandon Stolle)
- 2001: Masters de Hamburgo (con Sandon Stolle)
- 2002: Roland Garros (con Mark Knowles)
- 2002: Wimbledon (con Mark Knowles)
- 2002: Masters de Canadá (con Mark Knowles)
- 2003: Australian Open (con Mark Knowles)
- 2005: Masters de París (con Mark Knowles)
- 2006: Masters de Hamburgo (con Mark Knowles)
- 2006: Masters de Madrid (con Mark Knowles)
- 2006: Tennis Masters Cup (con Mark Knowles)
- 2007: Masters de París (con Nenad Zimonjić)
- 2008: Masters de Indian Wells (con Nenad Zimonjić)
- 2008: Roma TMS (con Nenad Zimonjić)
- 2008: Roland Garros (con Nenad Zimonjić)
- 2010: Australian Open (con Nenad Zimonjić)
- 2010: Masters de Indian Wells (con Nenad Zimonjić)
- 2010: Masters de Madrid (con Nenad Zimonjic)
- 2011: Miami 1000 (junto a Max Mirnyi)
- 2012: Miami 1000 (junto a Max Mirnyi)
- 2015: Masters de Canadá (junto a Édouard Roger-Vasselin)
- 2015: Torneo de Pekín (junto a Édouard Roger-Vasselin)
- 2016: Australian Open (con Radek Štepánek)

## Títulos enChallengers

### Individuales (4)
| N.º | Fecha                    | Torneo      | Superficie | Oponente en la final | Resultado   |
| --- | ------------------------ | ----------- | ---------- | -------------------- | ----------- |
| 1.  | 10 de julio de 1995      | Aptos       | Dura       | Chris Woodruff       | 6-3 5-7 6-2 |
| 2.  | 29 de septiembre de 1997 | San Antonio | Dura       | Geoff Grant          | 6-4 6-2     |
| 3.  | 21 de septiembre de 1998 | Urbana      | Dura       | Maurice Ruah         | 3-6 7-6 6-3 |
| 4.  | 28 de septiembre de 1998 | Dallas      | Dura       | Cristiano Caratti    | 6-1 6-2     |

### Finalista en individuales (5)
- 1992: Nagoya (pierde ante Chuck Adams)
- 1992: Brunéi (pierde ante Louis Gloria)
- 1993: Calgary (pierde ante Sébastien Lareau)
- 1998: Hong Kong (pierde ante Lleyton Hewitt)
- 1999: Nueva Delhi (pierde ante Leander Paes)